# Kóta 718,8 m
Kóta 718,8 m je bezejmenný kopec v Brdské vrchovině, který leží v jihozápadní části bývalého vojenského újezdu Brdy, který patřil k okresu Příbram ve Středočeském kraji. V roce 2015 se kopec stal součástí nově vytvořeného katastrálního území Skořice v Brdech, které bylo od 1. ledna 2016 připojeno k obci Skořice v okrese Rokycany v Plzeňském kraji. 
V letech 2008 až 2009 byl kopec vybrán k umístění kontroverzního amerického vojenského radaru, který měl být součástí evropské protiraketové obrany. Od záměru jejího vybudování však nakonec USA odstoupily.

## Geografie
Jihozápadní svahy hory klesají k obcím Míšov a Borovno na Plzeňsku, severovýchodní svah se snižuje do kotliny, ve které leží Padrťské rybníky, nejrozsáhlejší vodní plochy v Brdech (200 ha) s cennými rašeliništi a společenstvy podmáčených smrčin, navržené jako maloplošné chráněné území, i do soustavy NATURA 2000 (např. orel mořský, čáp černý apod.).
K severozápadu pokračuje hřeben k vrchu Okrouhlík (707 m) s pásem výrazných a romantických skalisek pod vrcholem, kde se větví. Kratší hřbet pokračuje na západ a končí Trokaveckou skálou (cca 701 m); k severu pak hřeben obepíná Padrťskou kotlinu, pokračuje přes vrch Palcíř a horou Kamenná (735 m) nad údolím Třítrubeckého potoka končí.
Od vrcholu hory pokračuje jižním směrem hřeben do sedla (709 m) u obce Teslíny, kterým prochází silnice I/19 z Rožmitálu pod Třemšínem do Plzně (a kterou kopíruje jižní hranice vojenského újezdu Brdy). Za sedlem se hřeben na vrchu Na skláři (701 m) napojuje na hlavní brdský hřeben, který sem přichází od severovýchodu od Jahodové hory (726 m) a pokračuje do tzv. Jižních Brd k vrchu Na Skalách (744 m).
Hluboké lesy v této oblasti lákají nejen houbaře, ale i turisty, cyklisty a v zimě běžkaře. Turisticky byla oblast hojně využívána už v době, kdy byl pro veřejnost vstup severně od státní silnice kvůli vojenskému újezdu zakázán.
Východiska: nejblíže je sem z osady Teslíny (součást obce Věšín) – 1,4 km; z Míšova (1,7 km) a z obce Trokavec (cca 3,5 km).

## Teslínský klášter a ves Teslín

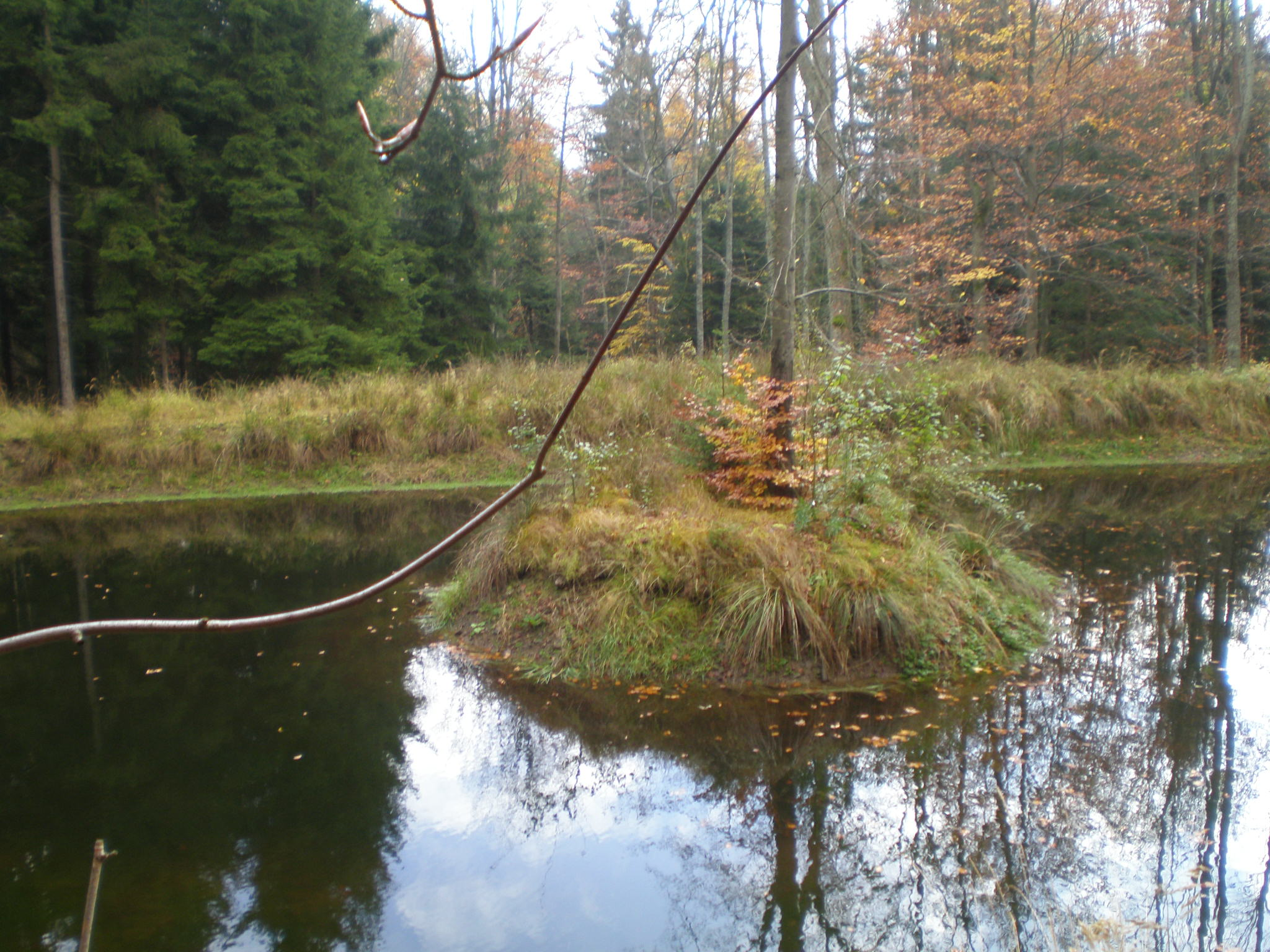
Jedna z obnovených nádrží nedaleko zbytků bývalého Teslínského kláštera

Vzdušnou čarou jen cca 200 m na severozápad od vrcholu, v mělkém údolí Zlatého potoka jsou ještě v terénu patrné zbytky benediktinského Teslínského kláštera, který v roce 1421 vypálil Jan Žižka z Trocnova při svém tažení do západních Čech. V těchto místech se v předhusitské době nacházela i vesnice Teslín, kterou později nahradila přesunutá vesnice nazývaná dnes Teslíny.

## Sovětský sklad jaderných zbraní
Nedaleko obce Míšov, bylo ve druhé polovině 60. let 20. století v rámci tzv. akce Javor vybudováno přísně tajné zařízení (krycí jméno Javor 51), sloužící jako sklad jaderné munice a obsluhované výhradně sovětským vojenským personálem. Sovětská strana vždy odmítala jednoznačně potvrdit, zda a jaké jaderné zbraně zde byly uloženy. V roce 2005 byly v tomto objektu uloženy na přechodnou dobu ostatky cca 4000 vojáků německého Wehrmachtu padlých na území ČR než byly převezeny na pohřebiště u Chebu.

## Místo pro umístění radaru
Na vrcholu, označeném patníkem a ochrannou tyčí geodetického bodu, se nachází ve smrkovém mlází jen zarostlé skupiny balvanů. Přesto tento kopec poutal pozornost nemalé části české veřejnosti. Právě na něm se uvažovalo o vybudování radaru EBR systému americké národní protiraketové obrany. O tom, zda se tak stane, jednaly vlády USA a ČR. Jednání byla završena 8. července 2008 podpisem smlouvy o umístění radaru na českém území. Nicméně 17. září 2009 deník Wall Street Journal oznámil, že Spojené státy odstoupily od plánů vybudovat radar v České republice.
Na krátkou dobu zde aktivisté hnutí Greenpeace vyhlásili mikronárod stát Peaceland jako součást protestu proti výstavbě základny systému protiraketové obrany. 9. června 2008 skončila demonstrace odvozem všech aktivistů na policejní stanici v Příbrami, když se odmítli legitimovat Vojenské policii.
Místní občané, ale i někteří odborníci se obávali, že radar o mimořádně vysokém výkonu by mohl negativně ovlivnit zdraví obyvatel v blízkém okolí i hydrologické poměry v této oblasti (CHOPAV), ovlivněním mikroflóry v Padrťských rybnících a jejich přítocích (nutné chlazení systémů), případně možnými průsaky pohonného média energetického zdroje radaru do spodních vod. Tyto obavy nebyly prozatím ani potvrzeny, ani vyvráceny.
V červnu 2008 byla kóta obehnána ženijními zátarasy, a to žiletkovým plotem. V květnu 2009 je příslušníci 151. ženijního praporu z Bechyně v rámci svého výcviku rozebrali a odstranili.